# 河南行政长官列表
下表列出河南省自1912年起历任行政长官：

## 中華民國北京政府

### 军政长官
- 河南革命总司令：张钟端
- 河南都督府都督
  - 齐耀琳
  - 张镇芳
  - 段祺瑞（代）
  - 田文烈（兼护）
- 加将军衔督理河南军务：田文烈
- 德武将军督理河南军务：赵倜
- 督办河南军务善后事宜
  - 赵倜
  - 冯玉祥
- 督理河南军务善后事宜：张福来
- 河南办理军务收束事宜
  - 胡景翼
  - 岳维峻（署）
- 豫军总司令：寇英杰（吴佩孚任命）
- 河南保卫军总司令：靳云鹗（自任）

### 民政长官
- 河南行政公署民政长
  - 张镇芳
  - 张凤台
  - 田文烈
- 河南巡按使公署巡按使：田文烈
- 河南省长公署省长
  - 田文烈
  - 赵倜
  - 王印川（署）
  - 张凤台
  - 李济臣（署）
  - 孙岳、李济臣（信阳的省政府，何遂代理）
  - 岳维峻（兼署）
  - 靳云鹗
  - 熊炳琦
  - 张英华

## 中華民國国民政府

### 河南省政府主席
- 馮玉祥（1926年5月 - 1928年12月）
- 韓複渠（1928年12月 - 1930年10月）
- 劉峙（1930年10月 - 1935年12月）
- 商震（1935年12月 - 1938年2月）
- 程潛（1938年2月 - 1939年2月）
- 方策（1939年2月 - 8月，代理）
- 衛立煌（1939年8月 - 1942年1月）
- 李培基（1942年1月 - 1944年7月）
- 劉茂恩（1944年7月 - 1947年7月）
- 張軫（1947年7月 - 1949年6月）
- 趙子立（1949年6月 - 12月）

### 日本傀儡政权
河南省自治政府主席
- 萧瑞臣

河南省公署省长
- 萧瑞臣
- 陈静斋

河南省政府省长
- 陈静斋
- 田文炳
- 邵文凯
- 鲍文樾

## 中华人民共和国
| 姓名            | 籍贯     | 在任时间               | 曾任最高职务                                    | 备注                                                     |
| --------------- | -------- | ---------------------- | ----------------------------------------------- | -------------------------------------------------------- |
| 吴芝圃          | 河南杞县 | 1949年5月－1962年7月   | 中共中央中南局书记处书记                        | 1955年1月以前称省人民政府主席 1967年10月19日在广州逝世   |
| 文敏生          | 山西垣曲 | 1962年7月－1968年1月   | 邮电部部长                                      | 1997年6月24日在北京逝世                                  |
| 刘建勋          | 河北沧县 | 1968年1月－1978年10月  | 中共河南省委第一书记                            | 革委会主任 1983年4月23日在北京逝世                       |
| 段君毅          | 河南范县 | 1978年10月－1979年9月  | 中共中央顾问委员会常务委员 中共北京市委第一书记 | 革委会主任 2004年3月8日在北京逝世                        |
| 刘 杰           | 河北威县 | 1979年9月－1981年12月  | 中共河南省委第一书记                            | 1981年1月以后由戴苏理代理                                |
| 戴苏理          | 山西襄垣 | 1981年12月－1982年12月 | 中共辽宁省委书记                                | 2000年1月22日在沈阳逝世                                  |
| 于明涛          | 直隶深县 | 1982年12月－1983年3月  | 国家审计署审计长                                | 2017年5月28日在北京逝世                                  |
| 何竹康          | 江苏启东 | 1983年3月－1987年7月   | 中共吉林省委书记                                |                                                          |
| 程维高          | 江苏苏州 | 1987年7月－1990年7月   | 中共河北省委书记                                | 2003年8月因为严重违纪被开除党籍 2010年12月28日在常州逝世 |
| 李长春          | 辽宁大连 | 1990年7月－1992年12月  | 中共中央政治局常委 中央文明委主任               |                                                          |
| 马忠臣          | 山东泰安 | 1992年12月－1998年7月  | 中共河南省委书记                                | 2021年1月12日在北京逝世                                  |
| 李克强          | 安徽定远 | 1998年7月－2003年1月   | 中共中央政治局常委，国务院总理                  | 2023年10月27日在上海逝世                                 |
| 李成玉 （回族） | 宁夏海原 | 2003年1月－2008年3月   | 中华全国供销合作总社理事会主任                  |                                                          |
| 郭庚茂          | 河北冀州 | 2008年3月－2013年3月   | 中共河南省委书记                                |                                                          |
| 谢伏瞻          | 湖北天门 | 2013年4月－2016年4月   | 中国社会科学院院长                              |                                                          |
| 陳潤兒          | 湖南茶陵 | 2016年4月－2019年12月  | 中共宁夏回族自治区党委书记                      |                                                          |
| 尹 弘           | 浙江湖州 | 2019年12月－2021年4月  | 中共甘肃省委书记 现任中共江西省委书记           |                                                          |
| 王 凯           | 河南洛阳 | 2021年4月－            | 现任                                            |                                                          |